# Apsilops scotinus
Apsilops scotinus är en stekelart som först beskrevs av Tosquinet 1903.  Apsilops scotinus ingår i släktet Apsilops och familjen brokparasitsteklar. Inga underarter finns listade.